# Orthodera australiana
Orthodera australiana är en bönsyrseart som beskrevs av Giglio-tos 1917. Orthodera australiana ingår i släktet Orthodera och familjen Mantidae. Inga underarter finns listade i Catalogue of Life.